# ベニトンボ
ベニトンボ (Trithemis aurora) は、トンボ科に属するトンボの1種。

## 分布
南方系の種で、台湾以南の中国中南部や、東南アジアなどに分布している。日本では1954年に鹿児島県で初めて発見されたが、1980年以降は沖縄本島や鹿児島県以外の九州各地でも記録されるようになった。また、2000年代以降は高知県や徳島県など四国の各地からも記録され、日本における生息域が北上していることが明らかとなった。この分布域の北上については、地球温暖化などが原因として考えられている。

## 形態・生態
湖沼や湿地などで見られる中型。体長は約4cm。胸部には黒い縞模様があり、尾の先は黒くなる。羽の基部は茶褐色に色づく。
オスの成虫は体色が赤紫色になるが、メスの体色はオレンジ色となる。

## ギャラリー

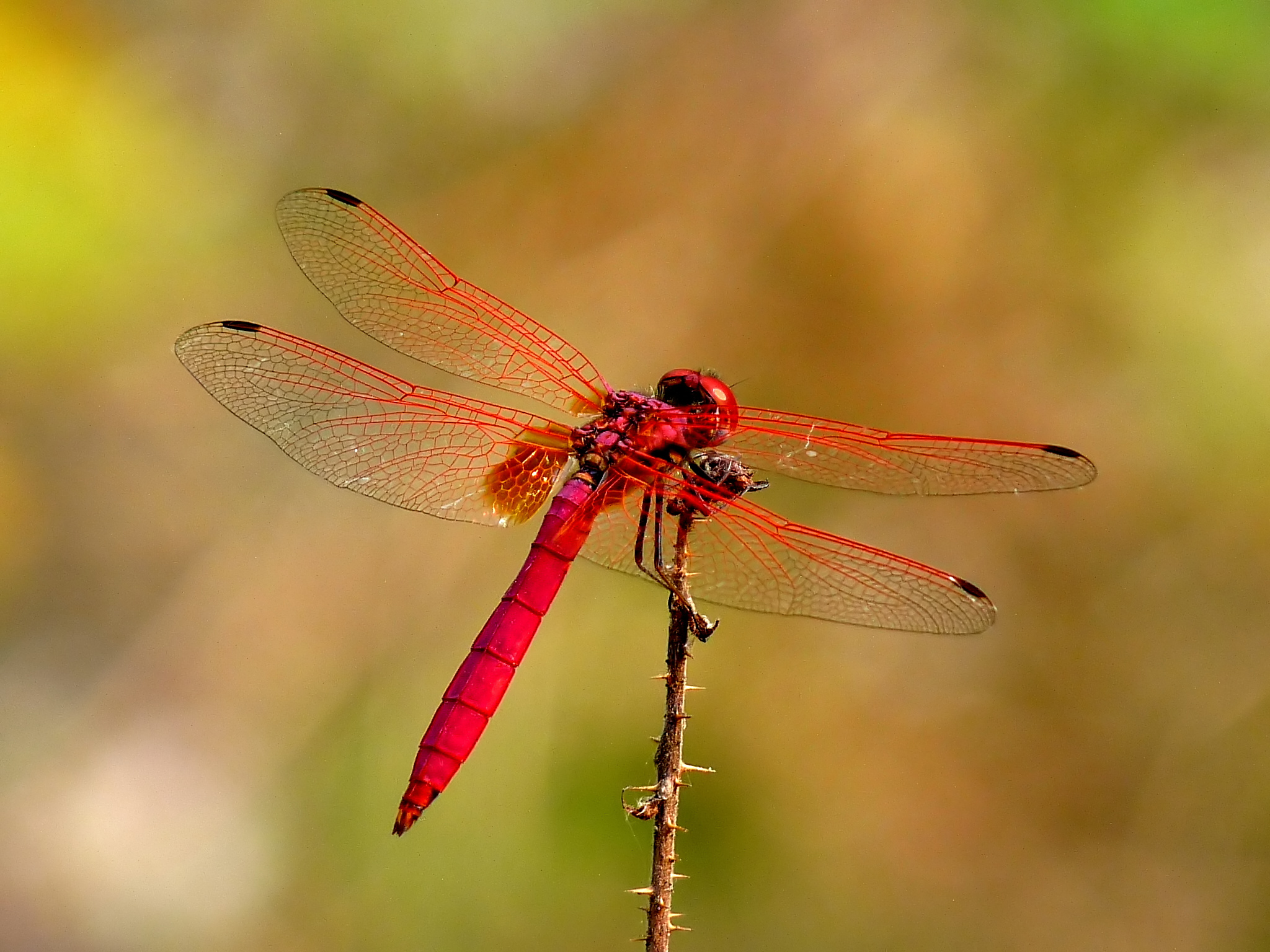
オス
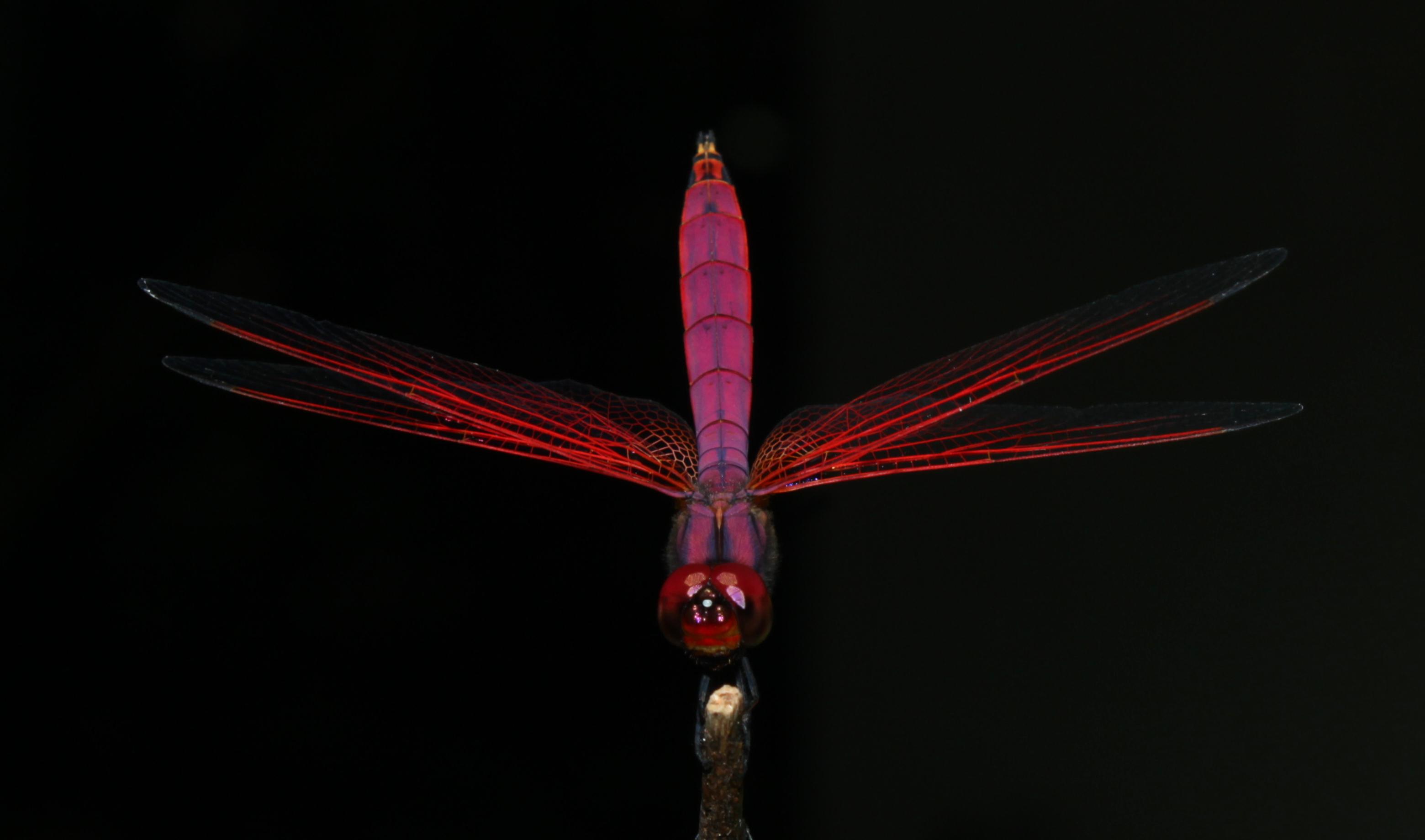
オス
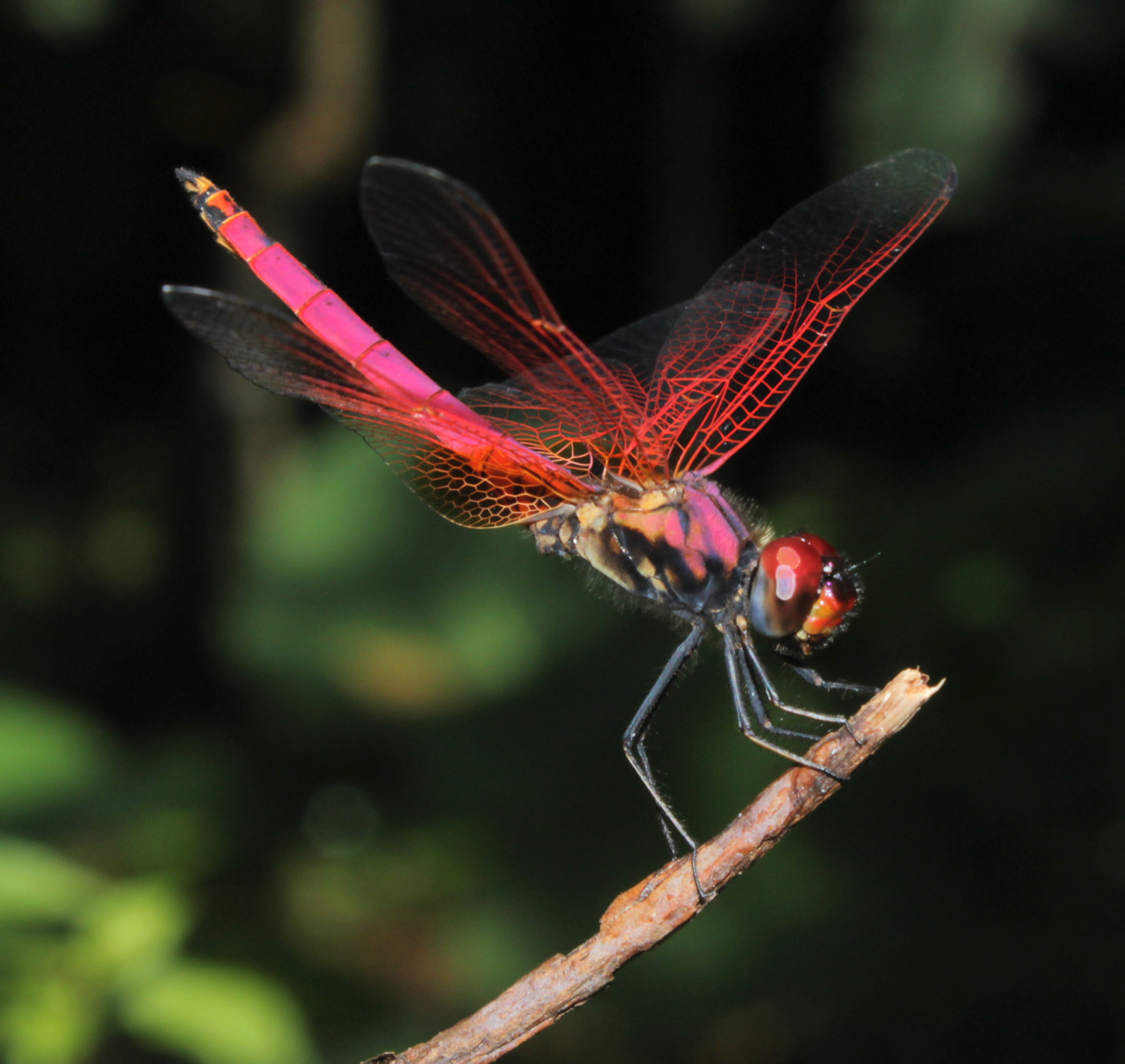
オス
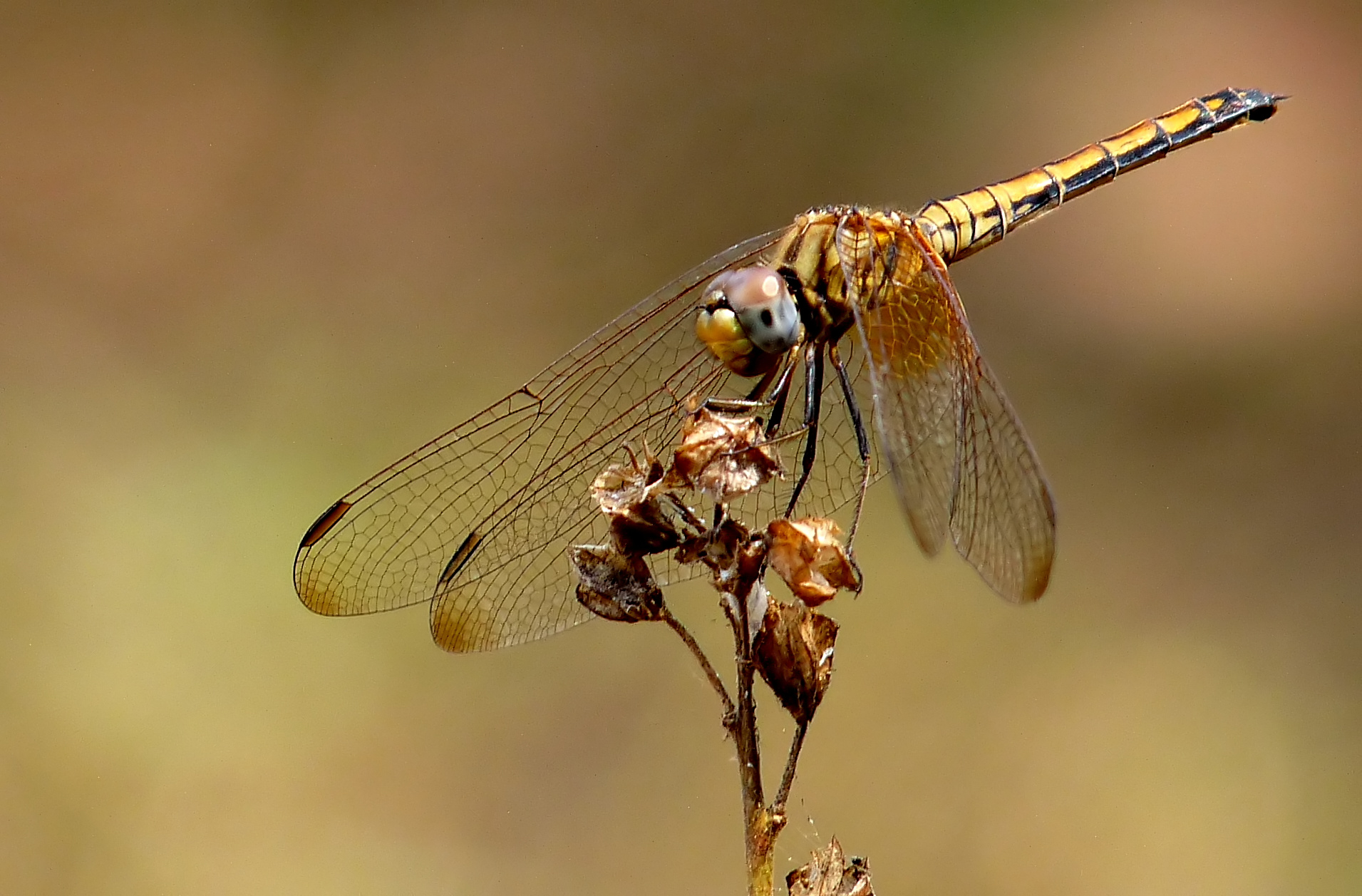
メス
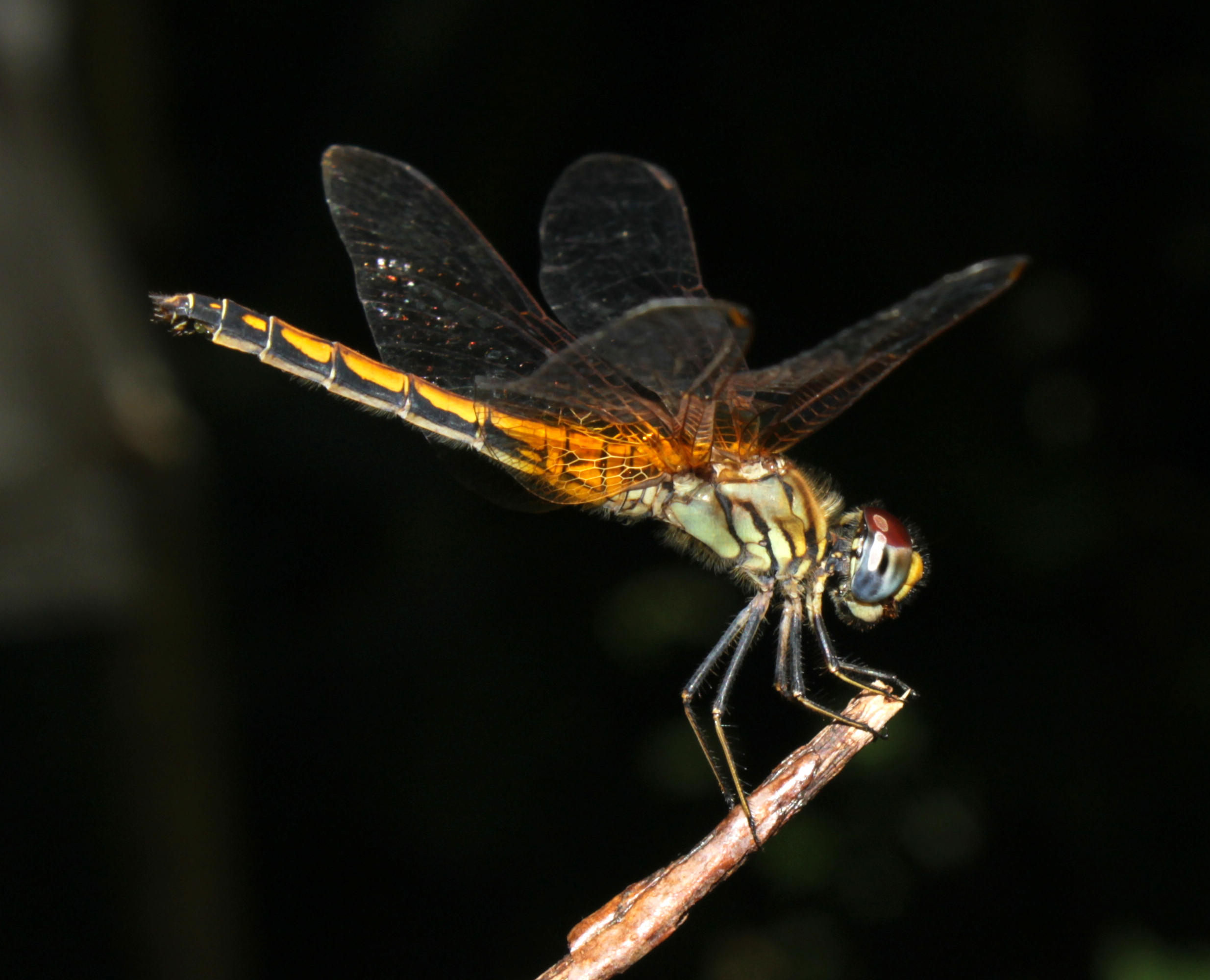
メス
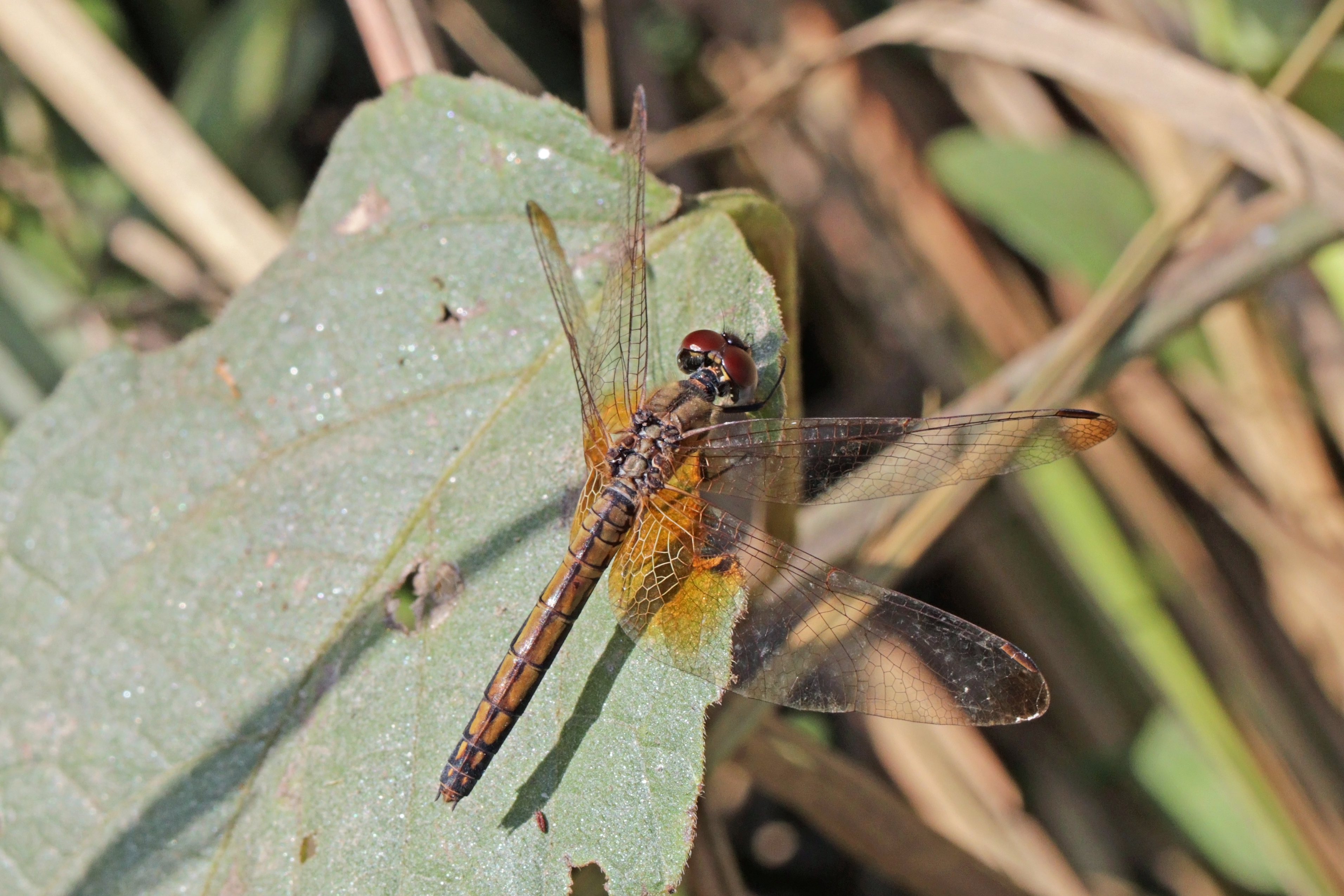
メス
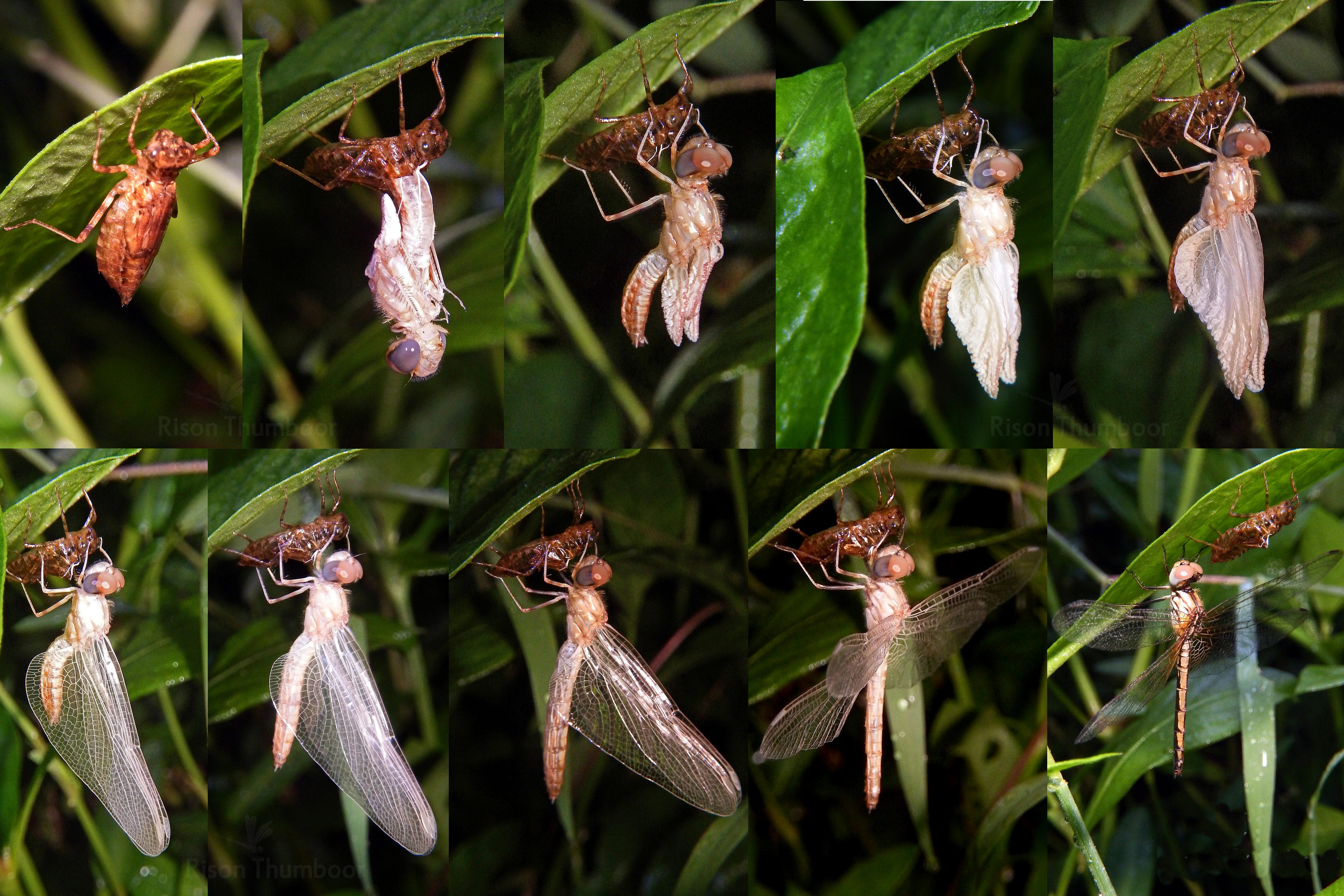
羽化